# Oxide & Neutrino
Oxide & Neutrino es un dúo de UK Garage de Londres formado por DJ y MC cuyos miembros son Alex Rivers (nacido en 1982 en Londres) y Mark Osei-Tutu (nacido en 1982 en Londres).
Su primer sencillo "Bound 4 Da Reload (Casualty)" entró en el número uno de la lista de éxitos británica en mayo de 2000. Es conocido por samplear la sintonía de la serie hospitalaria de la BBC One Casualty y también tiene samples de un diálogo de la película de 1998 Lock, Stock and Two Smoking Barrels.
Oxide & Neutrino son miembros del grupo de UK Garage So Solid Crew. Oxide también ha producido temas para el álbum de debut de Lisa Maffia First Lady, y el tema "Industry Lady" en la mixtape Sign 2 the Block.
En 2007 el dúo regresó a la escena musical, primero con un nuevo sencillo, "What R U", y después con la publicación de su cuarto álbum, 2nd Chance.

## Discografía

### Álbumes
- 2000: The Solid Sound of the Underground
- 2001: Execute - UK #11
- 2002: 2 Stepz Ahead - UK #28
- 2007: 2nd Chance - junio de 2007
- 2013: Quarks & Leptons (EP)

### Singles
From Execute:
- "Bound 4 Da Reload (Casualty)" - UK #1 in May 2000
- "No Good 4 Me" (feat. Megaman, MC Romeo & Lisa Maffia)- UK #6 en diciembre de 2000
- "Up Middle Finger" - UK #7 en mayo de 2001
- "Devil's Nightmare" - UK #16 en julio de 2001

From 2 Stepz Ahead:
- "Rap Dis"/"Only Wanna Know U Cos Ure Famous remix" - UK #12 en noviembre de 2001
- "Dem Girls (I Don't Know Why)" (feat. Kowdean) - UK #10 en octubre de 2002

From 2nd Chance:
- "What R U" - 14 de mayo de 2007